# Stigmaphyllon calcaratum
Stigmaphyllon calcaratum là một loài thực vật có hoa trong họ Malpighiaceae. Loài này được N.E. Br. miêu tả khoa học đầu tiên năm 1893.